# Struktura sieci elektroenergetycznej
Struktura sieci elektroenergetycznej – jest to jednoznacznie określony układ sieci wraz z parametrami poszczególnych urządzeń. Określenie to zastępuje stosowane kiedyś pojęcie wariant sieci. Używane może być zarówno do określenia sieci istniejącej, jak i do określenia projektu nowej sieci.
Struktura sieci zawiera wszystkie elementy, z których sieć jest zbudowana. W skład struktury wchodzą między innymi:
- układy ciągów liniowych – magistral (kablowych lub napowietrznych) prowadzonych między stacjami,
- układy magistral z odgałęzieniami,
- układy stacji transformatorowo-rozdzielczych zasilających i odbiorczych z wyposażeniem.

Rozpatrując strukturę sieci mamy na myśli jedną sieć, tzn. sieć 110 kV, SN lub nn. Nie można jednak zapominać o tym, że sieci wzajemnie na siebie oddziałują. Uproszczenie struktury sieci wyższego rzędu powoduje konieczność wzbogacenia sieci podrzędnej po to aby sprostać określonym wymaganiom stawianym całemu podsystemowi rozdziału. Zróżnicowanie struktur sieci wynika z ról, jakie sieci mają pełnić (np. w przypadku sieci rozdzielczych jest to dostarczenie energii do odbiorców gospodarstw rolnych lub rozdzielanie energii na terenie dużych zakładów przemysłowych). Spełnienie tych ról determinuje bardziej lub mniej skomplikowaną strukturę sieci.
Wybór struktury sieci danego napięcia zależy głównie od gęstości powierzchniowej obciążeń sieci oraz od wymagań jakie ma spełniać dana sieć. Wymaganiami tymi są m.in.:
- odpowiednia pewność zasilania,
- minimalizacja kosztów eksploatacji,
- elastyczność eksploatacji,
- zapewnienie elastyczności przy rozbudowie,
- prostota i przejrzystość struktury,
- odpowiednia jakość energii,
- ochrona środowiska naturalnego,
- bezpieczeństwo przeciwporażeniowe
- możliwość stosowania urządzeń zunifikowanych,
- możliwość stosowania opracowań typowych i powtarzalnych,
- możliwość usprawnienia eksploatacji poprzez wprowadzenie telemechaniki, automatyki zabezpieczeniowej i technik komputerowych.

Ze względu na sposób prowadzenia ciągów liniowych między poszczególnymi stacjami rozróżnia się następujące struktury sieci:
- Struktura otwarta sieci, w sieciach o takich strukturach istnieje możliwość zasilania stacji odbiorczej (odbioru) z więcej niż jednej stacji zasilającej.
- Struktura wielokrotnie zamknięta – w sieciach tych stacje odbiorcze mogą być zasilane z kilku stacji zasilających (co najmniej dwóch). W strukturach zamkniętych można wyodrębnić konfiguracje otwarte.